# Riya
Riya (Наливайко Валерія Олегівна; нар. 17 вересня 1993 Полтава) — українська співачка та авторка пісень. Основний стиль — електропоп (з творчими експериментами).
Рія (Riya) — це закінчення імені Валерія; тепер обігрується з іншими словами: ейфорія (назва альбому «ЕйфоRiya») тощо. Співачка вважає ім'я Рія (латиницею Riya) варіантом власного імені Валерія (як Лера тощо), а не псевдонімом.

## Біографія
Валерія Наливайко народилася 17 вересня 1993 року в Полтаві в родині військового юриста та філолога. У віці 8 років майбутня співачка Riya з родиною переїхала у місто Рівне, де почала ходити в музичну школу по класу бандури і народного співу. Через два роки з батьками почала жити у Києві. У столиці Валерія продовжила займатись народним співом і виступати на фестивалях: «Молода Галичина», «Кримські хвилі», «Кроки», «Червона Рута» тощо. Музику вважала хобі, просто захопленням, а вивчати планувала щось на кшталт біології, ветеринарії тощо, пов'язане з тваринами.
У 2010 році закінчила київську середню загальноосвітню школу № 163 із золотою медаллю. У 2016 році отримала диплом магістра в Інституті журналістики Київського національного університету ім. Тараса Шевченка. Працювала у різних друкованих та електронних ЗМІ («Урядовий кур'єр», «Газета по-українськи», «Україна молода», журнал «Країна», JAM music magazine, Bestinua, Platfor.ma тощо).

## Музика
З 19 років почала писати пісні. У 2016-му заявила про себе на конкурсі «Хіт-конвеєр» від телеканалу М2. Пісню співачки «Паралелі» добрали до 50 найкращих в Україні. З 2017 року Riya стала артистом продюсерського центру «Artist.ua», підписавши контракт з Віталієм Пастухом. Того ж року вийшов перший сингл «Не боюсь» із відеокліпом, який відзняли Manifest production (кліпмейкер Дмитро Маніфест), який неодноразово потрапляв до топу кліпів і пісень того року. Одночасно з цим Riya отримала номінацію на премію «Хвиля країни» від радіо «Країна ФМ» за найкращу жіночу пісню.
Улітку 2018 року Riya стала більш впізнаваною з піснею «Полюси» (написана у співавторстві з Тамілою Дорошенко і Максимом Паламарчуком), з якою перемогла в інтернет-конкурсі «Євробачення» — North Vision Song Contest, коли за українську співачку проголосувало понад 50 країн.
У вересні 2018 року на сольному концерті в «Caribbean Club» презентувала дебютний альбом «ЕйфоRiya».

## Дискографія
- 2018 — «ЕйфоRiya» (10 треків)

## Відеокліпи
- Не боюсь[13] — реж. Manifest production
- Лови кайф[14] — реж. Олег Дубровський
- Щастя[15] — реж. Олена Сніцаренко
- Полюси[16] — реж. Інна Грабар
- Сильна[17] — лірик-відео, реж. Олег Дубровський

## Громадська діяльність
Валерія — волонтерка UAnimals, українського руху, що опікується тваринами.

## Цікаві факти
- Юрист Наливайко Олег Ігорович не є батьком Рії.
- У 2017—2019 роках вийшло щонайменше два фільми, італійський[en] і шведсько-британсько-німецький, і телесеріал із назвою «Ейфорія», як і дебютний альбом Рії 2018 року.